# Anolis cristifer
Espèce
Synonymes
- Anolis pentaprion cristifer Smith, 1968
- Norops cristifer (Smith, 1968)

Statut de conservation UICN

 DD  : Données insuffisantes
Anolis cristifer est une espèce de sauriens de la famille des Dactyloidae. 

## Répartition
Cette espèce se rencontre au Chiapas au Mexique et au Guatemala.

## Publication originale
- Smith, 1968 : A new pentaprionid anole (Reptilia: Lacertilia) from the Pacific slopes of Mexico. Transactions of the Kansas Academy of Science, no 71, p. 195-200.